# Crocus ancyrensis
A Crocus ancyrensis a nősziromfélék családjába tartozó sáfrányféle, mely Észak- és Közép-Törökország területein őshonos. Nevét onnan kapta, hogy Ankarában fedezték fel először. Török neve Ankara çiğdemi.  
A növény februártól áprilisig virágzik és 1000–1600 méter magasan él. Cukorban és keményítőben gazdag hagymája ehető, Anatóliában kedvelt csemege.

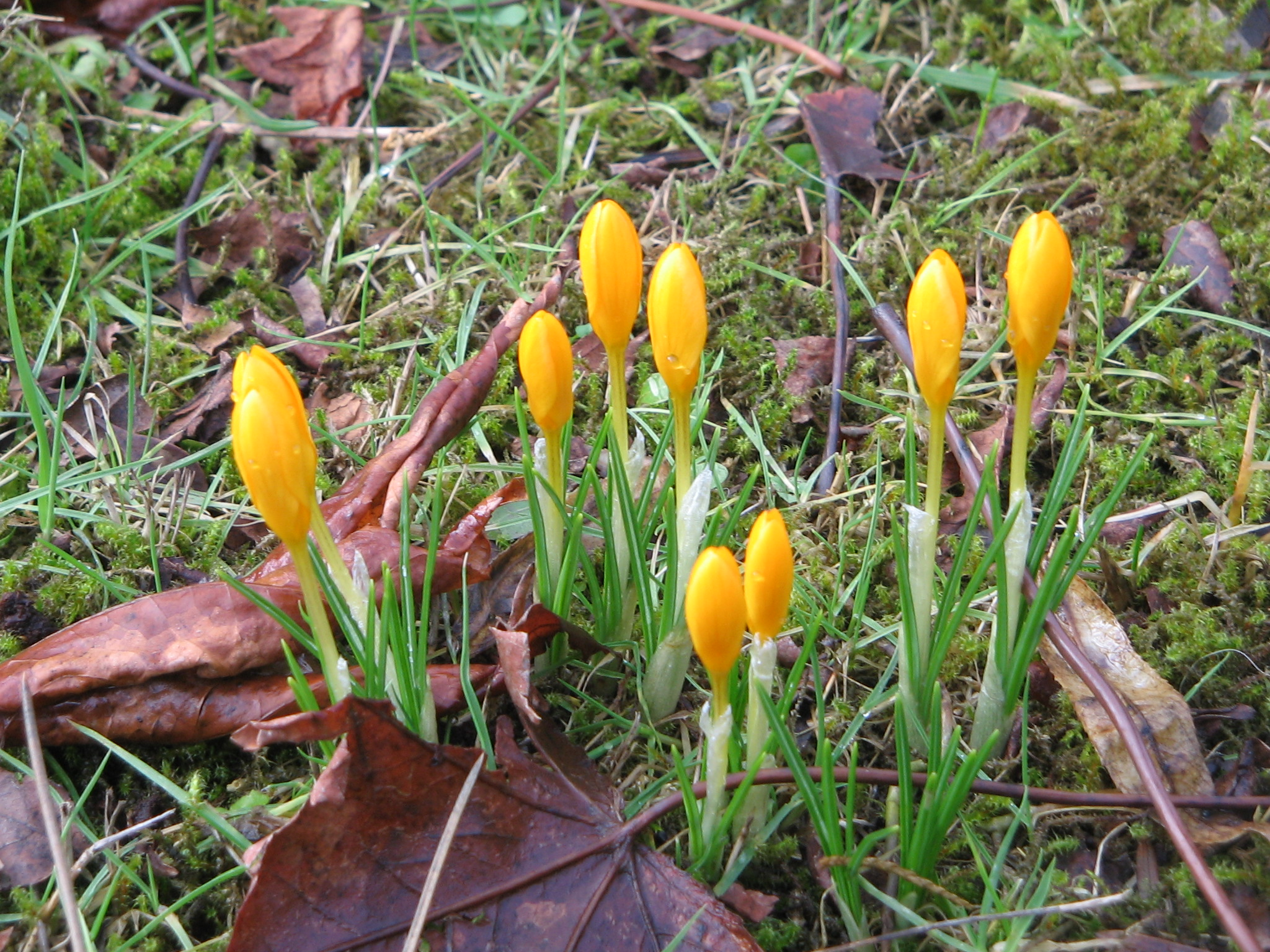
bimbók
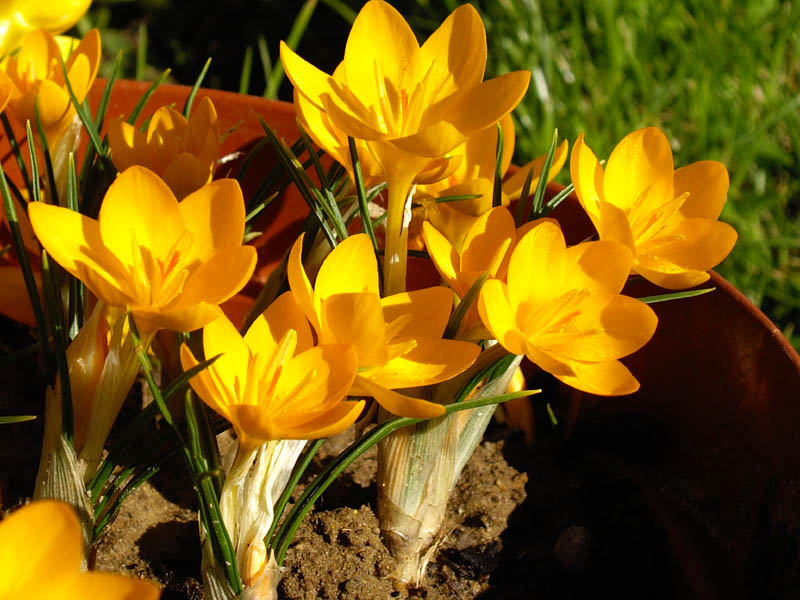
virágzó Crocus ancyrensis